# ティナーシェ
ティナーシェ（Tinashe、本名:Tinashe Jorgenson Kachingwe、1993年2月6日 - ）は、アメリカ・ケンタッキー州出身でロサンゼルス育ちの歌手、ソングライター、女優、ダンサー、モデル。
自身の音楽スタイルをアーバン・コンテンポラリーとポップスの融合であると形容している。また、インディー、オルタナティブ、ヒップホップからの影響も受けている。
影響を受けたミュージシャンに、マイケル・ジャクソン、ジャネット・ジャクソン、ブリトニー・スピアーズ、シャーデー、クリスティーナ・アギレラを挙げている。特に、クリスティーナ・アギレラについては「最も大きなインスピレーションを与えてくれたひとり。私のヒーローよ。」と語っている。

## 略歴
子供の頃から、モデルや女優としての活動経験がある。2007年、ガールズグループであったThe Stunnersに加入し、音楽活動を開始。2009年メジャーデビュー。2011年のグループ解散を経て、2012年、ソロとして初の作品『In Case We Die』が好評を得、RCA Recordsとメジャー契約を結ぶ。2014年、メジャーデビューアルバム『Aquarius』を発表。アルバムからのシングルで、ラッパーのスクールボーイ・Qをゲストとして迎えた『2 On』がビルボード最高24位のヒットとなった。

## ディスコグラフィ

### アルバム
| 2014                                      | Aquarius  | - 発売日: 2014年10月7日 - レーベル: RCA - フォーマット: CD, digital download - 全米売上: 7万枚 | 17 | 57 | —  | 167 | 78 |  |
| 2016                                      | Nightride | - 発売日: 2016年11月4日 - レーベル: RCA - フォーマット: digital download                       | 89 | —  | —  | —   | —  |  |
| 2018                                      | Joyride   | - 発売日: 2018年4月13日 - レーベル: RCA - フォーマット: digital download - 全米売上: 0.9万枚   | 58 | 76 | 55 | —   | 78 |  |
| "—"は未発売またはチャート圏外を意味する。 |           |                                                                                                |    |    |    |     |    |  |

### ミックステープ
- In Case We Die (2012年)
- Reverie (2012年)
- Black Water (2013年)
- Amethyst (2015年)